# Блум (Вісконсин)
Блум (англ. Bloom) — місто (англ. town) в США, в окрузі Ричленд штату Вісконсин. Населення — 538 осіб (2020).

## Демографія
Згідно з переписом 2010 року, у місті мешкало 512 осіб у 202 домогосподарствах у складі 139 родин. Було 286 помешкань
Расовий склад населення:
| - 99,6 % — білих - 0,2 % — чорних або афроамериканців |

До двох чи більше рас належало 0,2 %. Частка іспаномовних становила 1,0 % від усіх жителів.
За віковим діапазоном населення розподілялося таким чином: 27,3 % — особи молодші 18 років, 57,3 % — особи у віці 18—64 років, 15,4 % — особи у віці 65 років та старші. Медіана віку мешканця становила 41,6 року. На 100 осіб жіночої статі у місті припадало 116,0 чоловіків;  на 100 жінок у віці від 18 років та старших — 115,0 чоловіків також старших 18 років.
Середній дохід на одне домашнє господарство  становив 51 807 доларів США (медіана — 46 711), а середній дохід на одну сім'ю — 50 587 доларів (медіана — 46 316). Медіана доходів становила 41 389 доларів для чоловіків та 31 125 доларів для жінок. За межею бідності перебувало 31,5 % осіб, у тому числі 61,1 % дітей у віці до 18 років та 17,7 % осіб у віці 65 років та старших.
Цивільне працевлаштоване населення становило 256 осіб. Основні галузі зайнятості: освіта, охорона здоров'я та соціальна допомога — 28,1 %, виробництво — 18,0 %, сільське господарство, лісництво, риболовля — 13,7 %.